# Johannes Cladders
Johannes Cladders (* 14. September 1924 in Krefeld; † 6. Februar 2009 ebenda) war ein Kurator, Kunst-Fachjournalist, bildender Künstler und Museumsleiter in Mönchengladbach.

## Leben und Wirken
Cladders musste Kriegsdienst in der Wehrmacht leisten. Nach dem Zweiten Weltkrieg studierte an den Universitäten Köln und Bonn Germanistik, Anglistik, Philosophie und Kunstgeschichte. Nach seiner Promotion 1955 arbeitete er zunächst als Redakteur beim Kölner Stadt-Anzeiger. Im Jahr 1957 nahm Cladders eine Stellung als Wissenschaftlicher Mitarbeiter im Kaiser-Wilhelm-Museums in Krefeld an.
Ab 1967 übernahm Cladders für achtzehn Jahre in Mönchengladbach die Leitung der Städtischen Kunstmuseen, zunächst das alte Museum an der Bismarckstraße und von 1982 bis 1985 das neu errichtete Museum Abteiberg. Das Museum erlangte unter seiner Leitung überregional Ansehen als Zentrum der Kunst des 20. Jahrhunderts.
Cladders gilt als ein Wegbereiter für Joseph Beuys, George Brecht, Robert Filliou und Jannis Kounellis in der deutschen Kunstszene. Für die Documenta 5 1972 unter Harald Szeemann übernahm er die Ausgestaltung der Abteilung Individuelle Mythologie. Als Leitidee bekannte er sich zu „Vertiefen und nicht Erweitern“ und beschränkte sich dabei auf wenige Einzelpositionen, nämlich Broodthaers, Beuys, Filliou.
Zweimal wurde Cladders zum offiziellen Beauftragten für den deutschen Pavillon auf der Biennale Venedig berufen: 1982 mit dem Trio Gotthard Graubner, Hanne Darboven und Wolfgang Laib und 1984 mit A. R. Penck und Lothar Baumgarten.
Im März 1985 trat Cladders in den Ruhestand. Eine Dokumentation seiner Jahre in Mönchengladbach war Ende 1999 die Ausstellung A partir de là / Von da an zu seinem 75. Geburtstag im BIS-Zentrum. Im Jahr 2000 bekam er den Art Cologne Preis, dotiert mit 20.000 DM, für sein Lebenswerk. Bereits 1985 erhielt er das Bundesverdienstkreuz Erster Klasse.
Für seine besonderen Verdienste um Wissenschaft und Kunst verlieh ihm das Land Nordrhein-Westfalen Ende 1984 eine Ehrenprofessur. Die höchste Auszeichnung der Stadt Mönchengladbach, den Ehrenring, erhielt er am 26. April 1985.
Auch als Kunstdruck-Grafiker trat Cladders unter dem Künstlernamen „C wie Caesar“ hervor. Ein Inventar seiner Arbeiten wurde von der Konrad-Kohlhammer-Stiftung in der Graphischen Sammlung der Staatsgalerie Stuttgart erstellt.
Zur 25-Jahr-Feier des Museums Abteiberg im Juni 2007 trat Cladders zum letzten Mal in Gladbach öffentlich auf – schon damals gezeichnet von einer Krebserkrankung. Er starb 84-jährig am 6. Februar 2009 in seinem Haus in Krefeld.
Seit 2019 heißt der Platz vor dem Haupteingang des Museums 'Johannes-Cladders-Platz'.

## Werke (Auswahl)
- C wie Caesar : 142 Arbeiten aus den Jahren 1958–1991  Inventarbuch der Konrad-Kohlhammer-Stiftung in der Graphischen Sammlung der Staatsgalerie Stuttgart, Inv.-Nr. GVL 379, 1 - 142 in chronologischer Reihenfolge. - Stuttgart : Konrad-Kohlhammer-Stiftung, 1994. - 111 S.
- Walter Grasskamp - Johannes Cladders (hrsg. von der Kunststiftung NRW). - Köln : DuMont-Literatur-und-Kunst-Verl., 2004. 101 S. ISBN 3-8321-7313-7
- Otto Brües. Eine Untersuchung zur Dichtungs- und Geistesgeschichte der Rheinlande. Univ. Dissertation Bonn 1955